# Pericnemis incallida
Pericnemis incallida – gatunek ważki z rodziny łątkowatych (Coenagrionidae). Endemit filipińskiej wyspy Luzon.